# Iloprost
Iloprost je lek koji se koristi za tretiranje pulmonarne arterijske hipertenzije (PAH), skleroderme, Rejnovog fenomena i ishemije.

## Klinička farmakologija
Iloprost je sintetički analog prostaciklina PGI2. Iloprost širi arterijske krvne sudove. On takođe utiče na agregaciju trombocita, ali je značaj ovog dejstva na tretman pulmonarne hipertenzije nepoznat. Dva dijastereoizomera iloprosta imaju različitu potentnost. 4S izomer je znatno potentniji.

## Literatura
- Ventavis Package insert prescribing information available in PDF format.
- H. Olschewski et al., Inhaled Iloprost for Severe Pulmonary Hypertension., NEJM, Volume 347:322-329, August 1, 2002, Number 5
- ATS 2005. The International Conference of the American Thoracic Society. 20–25 May 2005. San Diego, CA.

## Spoljašnje veze
|  | Molimo Vas, obratite pažnju na važno upozorenje u vezi sa temama iz oblasti medicine (zdravlja). |